# Liste der Baudenkmale in Drebber
In der Liste der Baudenkmale in Drebber sind alle Baudenkmale der niedersächsischen Gemeinde Drebber aufgelistet. Die Quelle der Baudenkmale ist der Denkmalatlas Niedersachsen. Der Stand der Liste ist der 14. März 2021.

## Allgemein
In den Spalten befinden sich folgende Informationen:
- Lage: die Adresse des Baudenkmales und die geographischen Koordinaten. Kartenansicht, um Koordinaten zu setzen. In der Kartenansicht sind Baudenkmale ohne Koordinaten mit einem roten Marker dargestellt und können in der Karte gesetzt werden. Baudenkmale ohne Bild sind mit einem blauen Marker gekennzeichnet, Baudenkmale mit Bild mit einem grünen Marker.
- Bezeichnung: Bezeichnung des Baudenkmales
- Beschreibung: die Beschreibung des Baudenkmales. Unter § 3 Abs. 2 NDSchG werden Einzeldenkmale und unter § 3 Abs. 3 NDSchG Gruppen baulicher Anlagen und deren Bestandteile ausgewiesen.
- ID: die Objekt-ID des Baudenkmales
- Bild: ein Bild des Baudenkmales, ggf. zusätzlich mit einem Link zu weiteren Fotos des Baudenkmals im Medienarchiv Wikimedia Commons. Wenn man auf das Kamerasymbol klickt, können Fotos zu Baudenkmalen aus dieser Liste hochgeladen werden:

## Cornau

### Gruppe: Hofanlage Im Flecken 7
Die Gruppe „Hofanlage Im Flecken 7“ hat die ID 34627368.

| Lage                                    | Bezeichnung              | Beschreibung | ID       | Bild |
| --------------------------------------- | ------------------------ | --- | -------- | ---- |
| Im Flecken 7 52° 40′ 3″ N, 8° 27′ 25″ O | Wohn-/Wirtschaftsgebäude | 1864 wurde das Zweiständer-Hallenhaus unter einem Krüppelwalmdach errichtet.                                        | 34433251 | BW   |
| Im Flecken 7 52° 40′ 3″ N, 8° 27′ 26″ O | Scheune                  | 1910 wurde die Fachwerkscheune unter einem Satteldach errichtet.                                                    | 34433275 | BW   |
| Im Flecken 7 52° 40′ 3″ N, 8° 27′ 25″ O | Mühle                    | Das ein- bis zweigeschossige Backsteingebäude mit Risalit und Ladeluke wurde 1909 unter einem Satteldach errichtet. | 34433227 | BW   |
| Im Flecken 7 52° 40′ 3″ N, 8° 27′ 24″ O | Backhaus                 | Das eingeschossige Fachwerkgebäude wurde 1809 unter einem Satteldach errichtet.                                     | 34433299 | BW   |

## Ihlbrock
| Lage                                   | Bezeichnung | Beschreibung                                                                     | ID       | Bild |
| -------------------------------------- | ----------- | -------------------------------------------------------------------------------- | -------- | ---- |
| Ihlbrock 6 52° 39′ 52″ N, 8° 28′ 26″ O | Backhaus    | Das eingeschossige Gefügegebäude wurde um 1850 unter einem Satteldach errichtet. | 34433575 | BW   |

## Jacobidrebber

### Gruppe: Hofanlage Dorfstraße 27, Drebber
Die Gruppe „Hofanlage Dorfstraße 27, Drebber“ hat die ID 34629355.

| Lage                                     | Bezeichnung              | Beschreibung | ID       | Bild |
| ---------------------------------------- | ------------------------ | --- | -------- | ---- |
| Dorfstraße 27 52° 39′ 5″ N, 8° 25′ 15″ O | Wohn-/Wirtschaftsgebäude | Das Zweiständer-Hallenhaus wurde 1811 unter einem Halbwalmdach errichtet.                                                              | 34433494 | BW   |
| Dorfstraße 27 52° 39′ 5″ N, 8° 25′ 14″ O | Scheune                  | Die Fachwerkscheune wurde 1881 unter einem Satteldach errichtet. Später wurde an der Westseite in Fachwerk ein Schweinestall angebaut. | 34433521 | BW   |

### Gruppe: Hofanlage Schulstraße 1
Die Gruppe „Hofanlage Schulstraße 1“ hat die ID 34627403.

| Lage                                     | Bezeichnung              | Beschreibung | ID       | Bild |
| ---------------------------------------- | ------------------------ | --- | -------- | ---- |
| Schulstraße 1 52° 39′ 1″ N, 8° 24′ 57″ O | Wohn-/Wirtschaftsgebäude | Das Zweiständer-Hallenhaus wurde 1742 errichtet und im 19. Jahrhundert erweitert.                                                       | 34433323 | BW   |
| Schulstraße 1 52° 39′ 1″ N, 8° 24′ 55″ O | Wohnhaus                 | Das Fachwerkgebäude von 1864 wurde als Wohnhaus des Müllers errichtet.                                                                  | 52801555 | BW   |
| Schulstraße 1 52° 39′ 0″ N, 8° 24′ 55″ O | Garten                   | Der Garten mit altem Baumbestand befindet sich westlich und südlich des Wohn-/Wirtschaftsgebäudes.                                      | 52801848 | BW   |
| Schulstraße 1 52° 39′ 3″ N, 8° 24′ 55″ O | Mühle                    | Die sog. Drebber Mühle wurde 1854 errichtet und 1909 umgebaut. 1959 erfolgte die Stilllegung.                                           | 52801669 | BW   |
| Schulstraße 1 52° 39′ 3″ N, 8° 24′ 57″ O | Gewässer                 | Zwei Teiche dienen der Mühle. | 52801943 | BW   |
| Schulstraße 1 52° 39′ 1″ N, 8° 24′ 58″ O | Scheune                  | Die Fachwerkscheune steht unter einem Satteldach.                                                                                       | 52801611 | BW   |
| Schulstraße 1 52° 39′ 2″ N, 8° 24′ 56″ O | Backhaus                 | Das Fachwerkgebäude wurde 1997/1998 abgebaut und neu aufgebaut. Wegen der Veränderungen wurde es aus dem Denkmalverzeichnis gestrichen. | 45633142 | BW   |
| Schulstraße 1 52° 39′ 2″ N, 8° 24′ 54″ O | Nebengebäude             | Das Gebäude wurde um 1970 nahe der Mühle errichtet und 1988 aus dem Denkmalverzeichnis genommen.                                        | 52801708 | BW   |
| Schulstraße 1 52° 39′ 1″ N, 8° 24′ 59″ O | Garage                   | Die neu errichteten Garagen und Carports wurden 2023 nicht in das Denkmalverzeichnis aufgenommen.                                       | 52801810 | BW   |

### Einzelbaudenkmale
| Lage                                           | Bezeichnung              | Beschreibung | ID       | Bild |
| ---------------------------------------------- | ------------------------ | --- | -------- | ---- |
| An der Kirche 3 52° 39′ 2″ N, 8° 25′ 31″ O     | Kirche                   | Die evangelische Jacobikirche (vormals St. Christophorus) ist eine Saalkirche aus der Spätgotik. Der Westturm aus Granit wurde im 13. Jahrhundert errichtet. Die Ausstattung ist aus dem späten 17. Jahrhundert. Die Orgel wurde 1819 eingebaut. | 34433344 |      |
| Hoopener Straße 32 52° 38′ 39″ N, 8° 24′ 15″ O | Wohn-/Wirtschaftsgebäude | 1837 wurde das Zweiständer-Hallenhaus mit Gitterfachwerk am Wirtschaftsgiebel unter einem Satteldach, am Wohnteil mit Krüppelwalmdach, errichtet.                                                                                                | 34433365 | BW   |

## Mariendrebber

### Gruppe: Kirchbezirk Mariendrebber
Die Gruppe „Kirchbezirk Mariendrebber“ hat die ID 34627387.

| Lage                                     | Bezeichnung | Beschreibung | ID       | Bild           |
| ---------------------------------------- | ----------- | --- | -------- | -------------- |
| Marienstraße 52° 39′ 16″ N, 8° 24′ 45″ O | Kirche      | Die evangelische Kirche St. Marien und Pankratius ist eine ehemalige Stiftskirche, die als Saalkirche aus Backstein mit Querhaus und einem Westturm im späten 13. Jahrhundert errichtet und im 15. Jahrhundert errichtet wurde. Das Orgelprospekt ist aus dem späten 17. Jahrhundert. Die Kirche wurde 1857 bis 1860 restauriert. | 34433409 | Weitere Bilder |
| Marienstraße 52° 39′ 15″ N, 8° 24′ 44″ O | Kirchhof    | Der Kirchhof umfasst die gestaltete Grünfläche um die Kirche. | 34433431 | BW             |

### Gruppe: Hofanlage Poggenburger Damm 2
Die Gruppe „Hofanlage Poggenburger Damm 2“ hat die ID 34627423

| Lage                                           | Bezeichnung              | Beschreibung | ID       | Bild |
| ---------------------------------------------- | ------------------------ | --- | -------- | ---- |
| Poggenburger Damm 2 52° 39′ 6″ N, 8° 23′ 48″ O | Wohn-/Wirtschaftsgebäude | Das Zweiständer-Hallenhaus wurde 1855 errichtet. Der Wirtschaftsgiebel ist noch in Fachwerk erhalten, die übrigen Seiten sind inzwischen massiv in Backstein ausgeführt. | 34433473 | BW   |
| Poggenburger Damm 2 52° 39′ 5″ N, 8° 23′ 49″ O | Wirtschaftsgebäude       | Das Fachwerkgebäude steht unter einem Satteldach. | 52300094 | BW   |

### Einzeldenkmale
| Lage                                     | Bezeichnung    | Beschreibung | ID       | Bild |
| ---------------------------------------- | -------------- | --- | -------- | ---- |
| Marienstraße 52° 39′ 13″ N, 8° 24′ 42″ O | Kriegerdenkmal | Auf einem gestuften Sockel steht ein Podest mit einem Sandsteinquader. Auf dessen Überdachung sitzt ein Tatzenkreuz. | 34433452 | BW   |
| Deckau 19 52° 39′ 39″ N, 8° 25′ 19″ O    | Speicher       | Der Fachwerkspeicher steht unter einem Satteldach.                                                                   | 34433389 | BW   |